# Microrregión de Vitória de Santo Antão
La Microrregión de Vitória de Santo Antão es formada por cinco municipios. La densidad demográfica de la microrregión es de 187,09 habitantes por km². Su municipio más importante es el del mismo nombre, Vitória de Santo Antão, importante centro comercial del interior pernambucano, distante cerca de 42km de la capital. La microrregión depende principalmente de la producción de la caña de azúcar.

## Municipios
| Municipio              | Población |
| ---------------------- | --------- |
| Chã de Alegria         | 12.375    |
| Chã Grande             | 20.020    |
| Glória do Goitá        | 29.675    |
| Pombos                 | 24.033    |
| Vitória de Santo Antão | 130.540   |
| Total                  | 216.643   |

- Datos: Q2544029